# ليانغ تشاو
ليانغ تشاو (بالصينية: 乔良) هو مدرب رياضي صيني، ولد في 1968 في بكين في الصين.